# Squash Club Wohlen
Der Squash Club Wohlen (SCW) ist ein Schweizer Squashclub aus Wohlen im Kanton Aargau. Er spielt in der Nationalliga A, der höchsten Liga des Landes.
Der SCW wurde am 8. Mai 1987 durch acht Gründungsmitglieder ins Leben gerufen. Nur ein Jahr nach dem Aufstieg in die Nationalliga A gewann das Männerteam des SCW in der Saison 2007/08 als erster Aufsteiger überhaupt den Schweizer Meistertitel. In den Saisons 2008/09 und 2009/10 konnte der SC Wohlen seinen Meistertitel jeweils erfolgreich verteidigen. Beheimatet ist der SCW im Tennis- und Squashcenter Rigacker in Wohlen.

## Erfolge
- 3 × Schweizer Meister: 2008, 2009, 2010